# كاميرون ستيوارت
كاميرون ستيوارت (بالإنجليزية: Cameron Stewart)‏ (8 أبريل 1991 مانشستر المملكة المتحدة - ) هو لاعب كرة قدم بريطاني يلعب كلاعب وسط.

## وصلات خارجية
كاميرون ستيوارت على موقع قاعدة بيانات كرة القدم.إي يو (الإنجليزية)
- كاميرون ستيوارت على موقع Soccerbase.com (لاعب) (الإنجليزية)
- كاميرون ستيوارت على موقع AS.com (الإسبانية)